# Thomas Knox
Thomas Powell Knox (Danville, 24 december 1937 – Columbia, 11 mei 2004) was een Amerikaans componist, arrangeur, kornettist en trompettist.

## Levensloop
Knox was al in jonge jaren enthousiast naar concerten van de United States Marine Band "The President's Own" die hij beluisterde. In hem groeide de wens later ook in dit orkest mee te musiceren. Hij studeerde privé kornet en trompet bij Adolph Herseth, die was toen zelf trompettist in het Chicago Symphony Orchestra. Hij studeerde later aan de Universiteit van Illinois te Urbana-Champaign in Urbana bij Mark Hindsley, Haskell Sexton en Gordon Binkerd. In 1961 werd hij trompettist in de United States Marine Band "The President's Own" in Washington D.C.. In 1966 veranderde hij zich en werd binnen dit orkest arrangeur en componist. 
Knox werd beschouwd als een van de bekendste componisten en arrangeurs voor harmonieorkesten in de Verenigde Staten. De grote mentor van de Amerikaanse blaasorkestdirigenten Frederick Fennell heeft over Knox gezegd, dat hij: ...een unieke positie binnen de talrijke componisten van muziek voor harmonieorkesten in de Verenigde Staten heeft gehad.
Voor de eerste inauguratie van Ronald Reagan als 40e President van de Verenigde Staten op 20 januari 1981 componeerde hij de God of Our Fathers variaties. Deze compositie wordt sindsdien bij iedere volgende inauguratie van een Amerikaanse president opnieuw uitgevoerd; het was ook het werk, wat de herdenkingsceremonie in de rotonde van het Capitool voor de slachtoffers van de Aanslagen op 11 september 2001 heeft besloten. Ook voor de eerste inauguratie van Richard Nixon als 37e President van de Verenigde Staten schreef hij het werk American Pageant. Hij schreef ook het werk And Grace Shall Lead Me Home variaties over een Amerikaanse hymne voor het herdenkingsconcert voor de offers van het bomaanslag in Oklahoma City. Een van zijn toppers is ook het werk Sea Songs, oorspronkelijk gecomponeerd ter gelegenheid van het 350-jaar jubileum van de oprichting van de stad Boston, maar sindsdien talloze malen op de hele wereld uitgevoerd.
Knox arrangeerde 263 werken voor zijn orkest, de United States Marine Band "The President's Own", met dat hij ook verbonden bleef toen hij al gepensioneerd was. Hij schreef 42 eigen composities voor harmonieorkest, waaronder zijn Symfonie nr. 1. 

## Composities

### Werken voor harmonieorkest
- 1973: - American Pageant[3]
- 1980: - Sea Songs
- 1981: - God of Our Fathers, variaties
- 1987: - Chorale-Prelude: Melita
- 1988: - An Irish Celebration
- 1988: - Come, Come Ye Saints
- 1994: - Two Score, mars
- 1995: - ...And Grace Shall Lead Me Home, variaties over een Amerikaanse hymne
- - Armed Forces Medley
- - Celebrations: A Bicentennial Salute
- - Music for a Cathedral
- - Scottish temperance songs ... by James Merrylees
- - Symfonie nr. 1
- - Taps for Band

### Kamermuziek
- 1996: - ...And Grace Will Lead Me Home, voor cello en piano